# HB Esch
Handball Esch ist ein luxemburgischer Handballfusionsverein aus Esch an der Alzette, der 2001 gegründet wurde.

## Geschichte
Der Verein wurde 2001 durch die Fusion der beiden Klubs Handball Eschois Fola und dem Handball Club Fraternelle Esch gegründet.
Bereits im zweiten Jahr konnten sie das Double aus Meisterschaft und Pokal feiern. Bis heute konnte man zwölf Mal Meister und neun Mal Pokalsieger in Luxemburg werden, das Double zuletzt 2020.
2013 erreichte man das Finale der EHF Challenge Cups, in welchem man der belarussischen Mannschaft von SKA Minsk mit 26:31 und 24:32 unterlag. Es war der bislang größte Erfolg einer Handballmannschaft aus Luxemburg im Europapokal.
Bisher nahm der Verein zweimal an der Champions League, achtmal am EHF-Pokal, viermal am Europapokal der Pokalsieger und fünfmal am Challenge Cup teil.
Am 25. Januar 2017 bestritt der Verein anlässlich seines 15-jährigen Bestehens ein Gala-Match gegen den deutschen Spitzenklub SG Flensburg-Handewitt, was mit 21:30 vor 2.000 Zuschauern im Centre National Sportif d’Coque verloren ging.
Die 2. Mannschaft sowie die Damenmannschaft des Vereins spielen 2017/18 in der zweitklassigen Ehrenpromotion.
Im Jugendbereich spielen fünf Mannschaften verschiedener Altersklassen von der U7 bis zur U17.

## Kader der Saison 2022/23
Hugo Figueira, Martin Muller, Tom Krier, Loris Lebonté, Enes Agovic, Sacha Pulli, Kenan Hadrovic, Bob Kirsch, Julien Kohn, Rejan Sabotic, Luca Tomassini, Moritz Barkow, Jacques Tironzelli, Tun Biel, David Richert, Miha Pucnik, Liam Schuster, Loic Trierweiler, Yann Hippert
Trainer: Danijel Grgić

TW-Trainer: Rajko Milošević

## Erfolge
- Luxemburgischer Meister: 2002, 2003, 2004, 2007, 2010, 2013, 2017, 2019, 2020, 2021, 2022, 2023
- Luxemburgischer Pokalsieger: 2002, 2006, 2011, 2012, 2014, 2017, 2019, 2020, 2024
- Mannschaft des Jahres in Luxemburg: 2010, 2013
- Mannschaft des Jahres in Esch/Alzette: 2013, 2014, 2015